# 交配型

MATa與MATα的酵母菌可以互相交配

交配型（Mating type）是同種微生物中不能互相交配的亞型，可能為性別的前身。交配型常用於指涉同配生殖的生物，其配子的大小相同，沒有精細胞與卵細胞之分，因此不以「雌性」與「雄性」稱之，而是以不同數字、字母或「+」和「−」來表示。例如釀酒酵母負責控制交配型的基因為MAT基因，因此基因的基因型不同而可分為MATa與MATα兩種交配型。有些擔子菌門真菌因有數個控制交配型的基因，共有多達上千種交配型。有些生物為雌雄同體，即一個個體可以同時產生雌配子與雄配子，但同時仍有交配型之分，只有不同交配型的個體之間可以交配，如許多子囊菌門真菌、纖毛蟲等。
交配型在演化上出現的時間早於異配生殖。某些類群中性別可能是由交配型直接演化而來，有研究顯示異配生殖的綠藻Pleodorina starrii中控制性別的基因與同配生殖的萊茵衣藻中控制交配型的基因為同源。交配型的演化可能與基因組內部衝突有關，個體若同時自雙親細胞中獲得粒線體與葉綠體等胞器，可能會發生異源胞器的競爭而使其適存度下降。